# Khorasantarwe

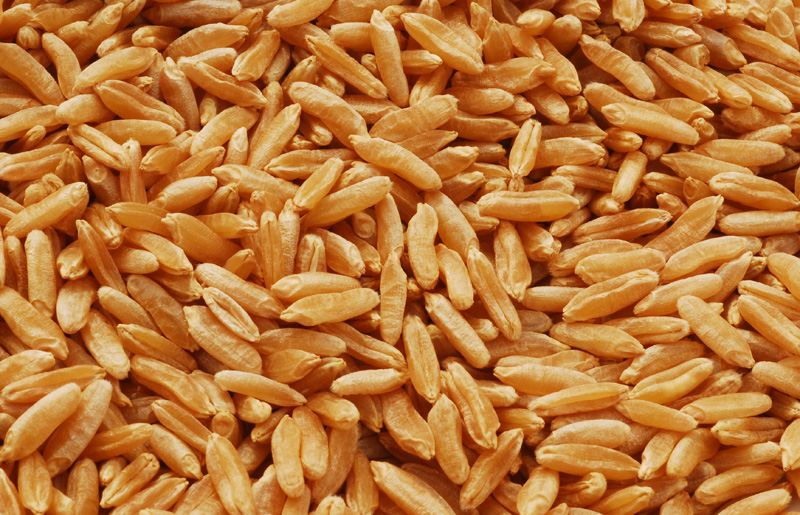
Kamut

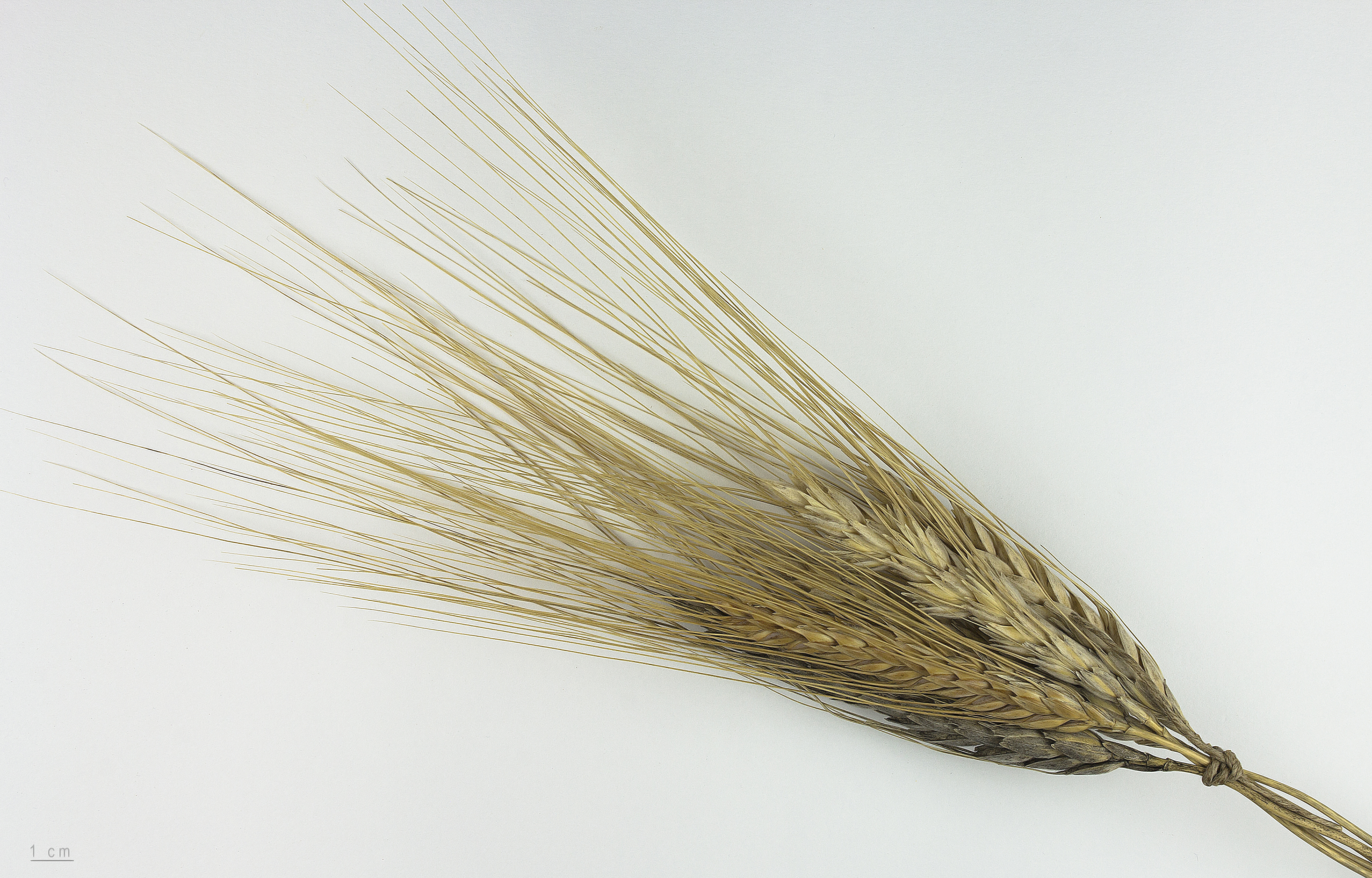
Triticum turgidum subsp. turanicum

Khorasantarwe (Triticum turgidum × polonicum) is een tarwe. De aren en korrels zijn langer dan die van moderne tarwe. Kamut™ is een handelsmerk dat onder bepaalde voorwaarden gebruikt mag worden. Een voorwaarde is dat het biologisch geteeld wordt.

## Geschiedenis
De soort is oorspronkelijk mogelijk vele eeuwen oud. Oorspronkelijk komt het uit Iran, provincie Khorasan. In 1949 nam een Amerikaanse piloot enkele zaden uit Egypte mee naar de Verenigde Staten, waar zijn vader deze cultiveerde. Daarna werd het op kleine schaal geteeld maar er was niet veel interesse voor. Nadat khorasantarwe in 1986 werd getoond op een beurs voor natuurproducten, steeg de belangstelling ervoor. In 1990 werd Kamut® geregistreerd als handelsmerk. Inmiddels wordt het behalve in Noord-Amerika ook verkocht in Europa en China.